# En Charod Ichud
En Charod Ichud (hebr. עֵין חֲרוֹד אִחוּד; ang. Ein Harod Ihud) – kibuc położony w Samorządzie Regionu Ha-Gilboa, w Dystrykcie Północnym, w Izraelu. Członek Ruchu Kibuców.

## Położenie
Kibuc En Charod Ichud jest położony na wysokości od 20 do 70 metrów n.p.m. na północnej krawędzi Doliny Charod, na północy Izraela. Dolina Charod jest położona między Doliną Jezreel a Doliną Bet Sze’an w Dolnej Galilei. Kibuc En Charod Ichud leży na zachodnich i południowych zboczach wzgórza Giwat Kumi (90 metrów n.p.m.), u podnóża płaskowyżu Ramot Jissachar. Z wyżyny spływają strumienie: na zachód od kibucu strumień Gewa, a na wschodzie Nachal Josef. Zasilają one przepływającą na południe od kibucu rzekę Charod, której wody są wykorzystywane do zasilania licznych stawów hodowlanych. Teren położony na południe od kibucu jest płaski, i lekko opada w kierunku wschodnim do depresji Doliny Jordanu. W odległości 2,5 km na południe od kibucu wznoszą się strome zbocza Wzgórz Gilboa (w tym rejonie wznoszą się na wysokość 302 metrów n.p.m.). W otoczeniu kibucu En Charod Ichud znajdują się kibuce En Charod Me’uchad, Tel Josef, Bet ha-Szitta i Gewa, moszaw Ramat Cewi, wsie komunalne Moledet, oraz wsie arabskie Na’ura i Sulam. We Wzgórzach Gilboa przebiega mur bezpieczeństwa oddzielający terytorium Izraela od Autonomii Palestyńskiej.
En Charod Ichud jest położony w Samorządzie Regionu Ha-Gilboa, w Poddystrykcie Jezreel, w Dystrykcie Północnym Izraela.

## Historia

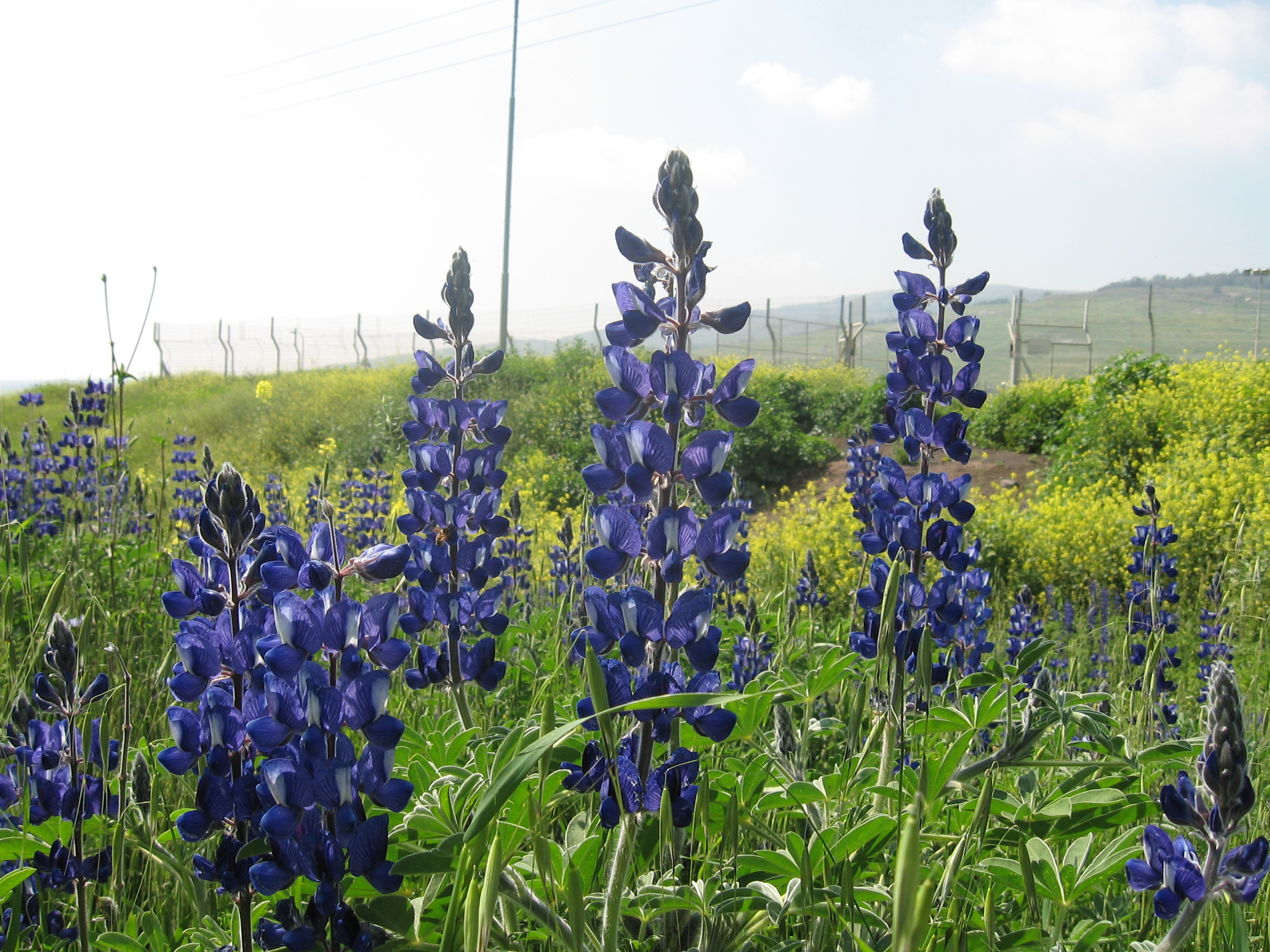
Pola wokół kibucu

Pierwotnie w okolicy tej istniała arabska wieś Kumja. Po I wojnie światowej w 1918 roku cała Palestyna przeszła pod panowanie Brytyjczyków, który w 1921 roku utworzyli Brytyjski Mandat Palestyny. Umożliwiło to rozwój osadnictwa żydowskiego w Palestynie. W latach 20. XX wieku żydowskie organizacje syjonistyczne zaczęły wykupywać grunty w Dolinie Charod. W takich okolicznościach w dniu 22 września 1921 roku powstał kibuc En Charod.
Grupa założycielska składała się z 75 żydowskich imigrantów z Europy Wschodniej. Założyli oni syjonistyczną brygadę robotniczą imienia Josefa Trumpeldora i jesienią 1921 roku przyjechali do Doliny Charod by założyć pierwszą żydowską osadę rolniczą w tej okolicy. Kibuc En Charod został początkowo założony pośrodku doliny, przy samej rzece Charod (w pobliżu miejsca Majan Charod). Był to pierwszy tak duży kibuc założony w Ziemi Izraela, od początku zatwierdzony i finansowany przez Światową Organizację Syjonistyczną. Pomimo to, warunki życia pierwszych pionierów były niezwykle trudne. Mieszkali oni w namiotach i ciężko pracowali przy osuszaniu okolicznych bagien, na których w owym czasie powszechnie żyły bawoły wodne. Pionierzy cierpieli od niedostatku i chorób, zwłaszcza od malarii roznoszonej przez komary. Pomimo to, dla organizacji syjonistycznej skolonizowanie Doliny Charod było niezwykle ważne. Dlatego już po dwóch miesiącach dołączyła do nich dodatkowa grupa pionierów, którzy w grudniu 1921 roku założyli pobliski kibuc Tel Josef (przez pierwsze lata istnienia wieś była całkowicie związana z macierzystym kibucem En Charod i nie była samodzielną osadą). Kilka dni później założono na zachodniej krawędzi doliny kolejne kibuce Kefar Jechezkel i Gewa. W ten sposób stworzono blok żydowskich osiedli, które były połączone z położoną na zachodzie Doliną Jezreel. Tworzyły one razem wysuniętą placówkę do dalszej kolonizacji Doliny Charod. W 1922 roku założono w południowej części doliny kibuce Bet Alfa i Chefci-Bah. Tak duża rotacja grup osadniczych nie mogła pozostać bez wpływu na mieszkańców En Charod. Mieszały się tutaj poglądy i idee na dalszy rozwój ruchu syjonistycznego. Z tego powodu w lipcu 1923 roku w kibucu doszło do wewnętrznego rozłamu ideologicznego - zwolennicy lewicowej syjonistycznej partii politycznej Achdut ha-Awoda wyprowadzili się do sąsiedniego kibucu Tel Josef, a pozostali mieszkańcy ściśle związali się z żydowską centralą związków robotniczych Histadrut (w 1927 najbardziej lewicowi mieszkańcy wyjechali do ZSRR). Rozwojowi gospodarczemu sprzyjał tutaj dostęp do linii kolejowej Doliny – od 1925 roku przy kibucu znajdowała się stacja kolejowa. W kwietniu 1927 roku kibuc En Charod odwiedził czechosłowacki prezydent Tomáš Masaryk. Była to pierwsza wizyta głowy państwa w Brytyjskim Mandacie Palestyny. W 1930 roku mieszkańcy kibucu En Charod podjęli decyzję o zmianie lokalizacji - został on przeniesiony około 3 km na północny wschód w obecne miejsce. Korzystano wówczas ze stacji kolejowej położonej przy sąsiednim kibucu Tel Josef. W okresie międzywojennym kibuc był wielokrotnie odwiedzany przez polskich reporterów, a także przez Stefanię Wilczyńską, współpracowniczkę Janusza Korczaka (w latach: 1931, 1934, 1935/1936, 1938/1939) oraz samego wychowawcę (w 1933 i 1936 r.). Podczas arabskiego powstania w Palestynie (1936–1939) Brytyjczycy wybudowali na ruinach sąsiedniej arabskiej wioski Szatta fort policji Fort Tegart Shata (obecnie więzienie Szitta). Zapewniło to ochronę sąsiednich osad żydowskich. Podczas II wojny światowej kibuc był bazą kompanii szturmowych Palmach.
W poszukiwaniu skutecznego rozwiązania narastającego konfliktu izraelsko-arabskiego w dniu 29 listopada 1947 roku została przyjęta Rezolucja Zgromadzenia Ogólnego ONZ nr 181. Zakładała ona między innymi, że kibuc En Charod miał znaleźć się w granicach nowo utworzonego państwa żydowskiego. Arabowie odrzucili tę rezolucję i dzień później doprowadzili do wybuchu wojny domowej w Mandacie Palestyny. Od samego początku wojny okoliczne wioski były wykorzystywane przez arabskie milicje, które sparaliżowały żydowską komunikację w całym regionie. Z tego powodu siły żydowskiej Hagany przeprowadziły szereg operacji i w dniu 26 marca 1948 roku zajęły oraz wysiedliły pobliską arabską wieś Kumja. W wyniku I wojny izraelsko-arabskiej (1948–1949) cała okolica znalazła się w państwie Izrael, co umożliwiło dalszy stabilny rozwój kibucu En Charod. W 1951 roku doszło do drugiego rozłamu ideowego wśród mieszkańców En Charod. Spór dotyczył organizacji kibucu i doprowadził do rozłamu. Grupa będąca zwolennikami centrolewicowej partii Mapai wyprowadziła się i założyła położony na północy kibuc En Charod Ichud, natomiast zwolennicy bardziej lewicowej partii Mapam pozostali w starym kibucu, który zmienił swoją nazwę na En Charod Me’uchad. Pomimo podziału, obie wioski nadal utrzymywały wspólne instytucje edukacyjne i kilka usług publicznych. Pod względem administracyjnym rozłam kibucu został formalnie zaakceptowany w 1955 roku. W latach 90. XX wieku kibuc znalazł się w trudnościach finansowych, które wymusiły przeprowadzenie procesu prywatyzacji. Zachowano kolektywną organizację instytucji kultury, edukacji i ochrony zdrowia.

## Demografia
Większość mieszkańców kibucu jest Żydami, jednak nie wszyscy identyfikują się z judaizmem. Tutejsza populacja jest świecka:

## Gospodarka i infrastruktura
Gospodarka kibucu opiera się na intensywnym rolnictwie, sadownictwie, hodowli drobiu i bydła mlecznego. Zakład Palbam Metal Industries produkuje kuchnie oraz precyzyjne urządzenia technologiczne dla potrzeb przemysłu zbrojeniowego i high-tech. Firma Ricor oferuje szeroką gamę zaawansowanych produktów dla przemysłu półprzewodnikowego. Jest to pierwszy tzw. „zielony” izraelski kibuc. Realizuje on szereg projektów związanych z ochroną środowiska naturalnego. Wprowadzono pojemniki do sortowania i recyklingu odpadów, mieszkańców obowiązuje zakaz używania detergentów szkodliwych dla środowiska. Przeprowadzono badania zużycia energii w celu wprowadzania alternatywnych źródeł energii elektrycznej. Uzyskano w ten sposób znaczące zmniejszenie zużycia energii. W kibucu jest przychodnia zdrowia, sklep wielobranżowy i warsztat mechaniczny.

## Transport
Przez kibuc przechodzi droga nr 7107, którą jadąc na południe dojeżdża się do kibucu En Charod Me’uchad i drogi nr 71, lub jadąc na zachód dojeżdża się do drogi nr 716.

## Edukacja  i kultura
Kibuc utrzymuje przedszkole. Starsze dzieci są dowożone do szkoły podstawowej i średniej w sąsiednim kibucu En Charod Me’uchad. W kibucu znajduje się ośrodek kultury z biblioteką, basen kąpielowy, sala sportowa z siłownią, boisko do piłki nożnej i korty tenisowe.

## Turystyka
W kibucu istnieje możliwość wynajęcia pokoi noclegowych. Dużą popularnością cieszy się tutejsze wzgórze Giwat Kumi (90 metrów n.p.m.). Na szczycie wystawiono platformę widokową, z której można oglądać panoramę całej okolicy. Kibuc jest dogodnym punktem wyjściowym do zwiedzania płaskowyżu Wyżyny Issachar.